# 泰范·塔什德米爾

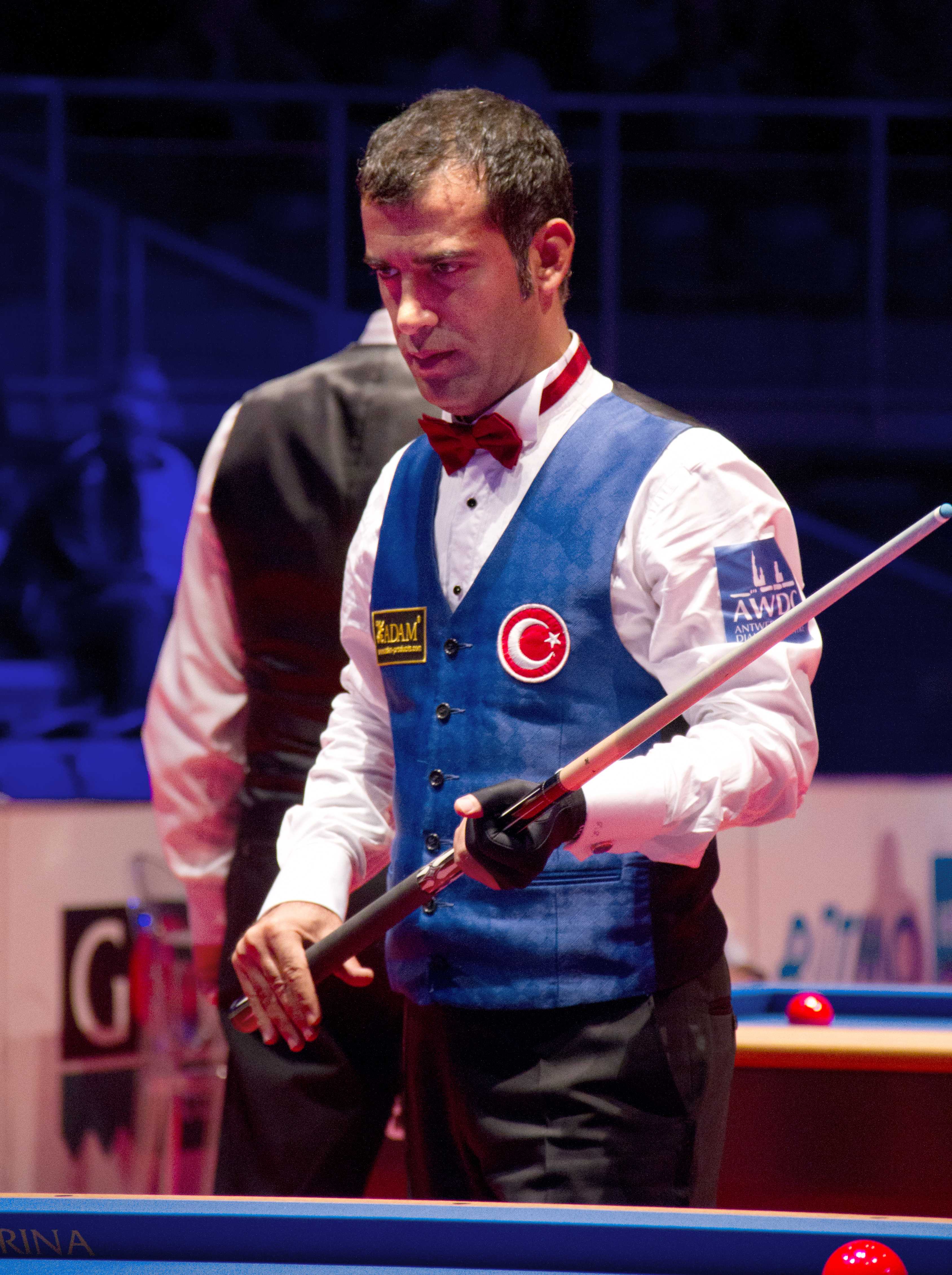
泰范·塔什德米爾

泰范·塔什德米爾（土耳其語：Tayfun Taşdemir，1975年11月5日—），是一名土耳其職業開侖撞球運動員，專門從事三顆星項目。
泰范·塔什德米爾出生於土耳其東部的穆什。他畢業於馬爾馬拉大學的經濟學系，曾為荷蘭球隊Twentevisie效力了三年。
在多次獲得世界團體冠軍頭銜之後，塔什德米爾在越南胡志明市舉行的2015年三顆星世界杯第三站贏得了他的第一個個人世界冠軍頭銜。他在決賽中擊敗來自瑞典的托比昂·布隆達爾。